# 김동궁
김동궁은 대한민국의 가수다. 2016년 싱글 《Return》으로 데뷔했다.

## 방송
- 제23회 극동방송 복음성가찬양대회 (2015) - 동상, 작곡상

## 음반
- 23회 극동방송 복음성가경연대회 기념음반 (2015)
- 23회 극동방송 복음성가경연대회 본선곡 The Voice (2015)
- Return (2016)
- Thanks to... (2019)